# Володимирівка (Запорізький район)
Володи́мирівка — село в Україні, у Запорізькому районі Запорізької області. Входить до складу Михайло-Лукашівської сільської громади. Населення станом на 1 січня 2007 року складало 173 осіб.

## Географія
Село Володимирівка розташоване між річками Солона і Луб'яшівка, на відстані 1,5 км від села Геленджик. Селом протікає пересихаючий струмок з загатою.
Село Володимирівка знаходиться за 21 км від міста Вільнянськ, за 46 км від обласного центра. Найближча залізнична станція — Вільнянськ (за 21 км від села).

## Історія
Село утворилось на початку XX століття як хутір Новогеледжик.
7 (20) листопада 1917 року, відповідно до Третього Універсалу Української Центральної Ради, увійшло до складу Української Народної Республіки.
Внаслідок поразки Перших визвольних змагань село тривалий час було окуповане більшовицькими загарбниками.
У 1932—1933 селяни пережили сталінський геноцид.
З 24 серпня 1991 року село у складі незалежної України.
До 2020 року орган місцевого самоврядування — Антонівська сільська рада.
12 червня 2020 року, відповідно до розпорядження Кабінету Міністрів України № 713-р «Про визначення адміністративних центрів та затвердження територій територіальних громад Запорізької області», село увійшло до складу Михайло-Лукашівської сільської громади.
19 липня 2020 року, в результаті адміністративно-територіальної реформи та ліквідації Вільнянського району, село увійшло до складу новоутвореного Запорізького району.